# Щасливська сільська рада (Доманівський район)
Щасли́вська сільська́ ра́да — колишній орган місцевого самоврядування в Доманівському районі Миколаївської області. Адміністративний центр — село Щасливка.

## Загальні відомості
- Територія ради: 9,406 км²
- Населення ради: 1 748 осіб (станом на 2001 рік)

## Населені пункти
Сільській раді підпорядковані населені пункти:
- с. Щасливка
- с. Володимирівка
- с. Кузнецове
- с. Трудолюбівка

## Склад ради
Рада складається з 16 депутатів та голови.
- Голова ради: Ковальов Віктор Олександрович

### Керівний склад попередніх скликань
| Прізвище, ім'я, по батькові   | Основні відомості                                                    | Дата обрання | Дата звільнення |
| ----------------------------- | -------------------------------------------------------------------- | ------------ | --------------- |
| Дмитрів Микола Федорович      | Сільський голова, 1960 року народження, член Народної партії         | 26.03.2006   | 31.10.2010      |
| Ковальов Віктор Олександрович | Сільський голова, позапартійний, Доманівський РФСК Колос, інструктор | 01.11.2010   |                 |

Примітка: таблиця складена за даними сайту Верховної Ради України